# Gynura aurantiaca
Gynura aurantiaca, llamada pasión púrpura o planta terciopelo, es una especie de fanerógama de la familia Asteraceae. Es nativa del Sudeste de Asia, pero crece en muchos otros lugares como planta de interior. En las regiones cálidas, con frecuencia se cultiva al aire libre en patios y jardines en lugar del interior de edificios y, por lo tanto, se ha asilvestrado en África, Australia, América del Sur, Mesoamérica, Florida y en algunos otros lugares.
Gynura aurantiaca es una planta perenne de hoja también perenne que crece hasta 30 cm de altura, los tallos a veces crecen hacia arriba, pero otras veces se reclinan contra otros objetos, cuando los tallos pueden alcanzar los 2 m. Las hojas, tallos y brácteas son de color verde oscuro, cubiertos con suaves pelos de color púrpura que transmiten una sensación aterciopelada a la planta. Una planta puede producir 1-5 capítulos o inflorescencias, cada una en su propio tallo. Las flores tienen un olor bastante fuerte. Cada capítulo contiene varios discos amarillos, anaranjados o rojos, pero no flores radiales. El epíteto latino específico aurantiaca significa «dorada», refiriéndose al color habitual de las flores.